# 八幡神社 (恵那市岩村町)
八幡神社（はちまんじんじゃ）は、岐阜県恵那市岩村町大路に鎮座する神社。
なお岩村町には富田にも八幡神社が2社存在する。

## 祭神

### 主祭神
- 誉田別尊(応神天皇)

### 配神
- 加藤景廉

## 摂末社
- 秋葉神社
- 音羽稲荷神社

## 歴史
平安時代末期から鎌倉時代初期にかけて鎌倉幕府創設の功績により、有力な御家人となった加藤景廉が、美濃国恵那郡の遠山荘を与えられて岩村城を築城した時に誉田別命を祭神として城内鎮守の神社としたと伝わる。
岩村藩神明調に承久年中鎮座とあるのは、加藤景廉が、承久3年(1221年)に没したので、景廉も配神として祀り座像を安置したことを指している。加藤景廉公木像は、現在は岩村歴史資料館にて保管されている。
八幡神社は、元は岩村城内の八幡曲輪にあったため、民間人の参拝は許されなかったが、苗木藩主の苗木遠山氏と旗本の明知遠山氏の関係者は毎年参拝を認められていた。
寛永8年(1631年)に岩村藩主の松平乗寿が壮大な社殿に建て替えた。
元禄15年（1702年）、松平乗紀が信州の小諸藩から国替で岩村藩主に移った時に、小諸から月光山 日輪院 薬師寺を岩村城内に移して八幡神社の神宮寺とし、巫僧が神官と共に奉仕した。
享保年間(1716～1736年)に作成されたと考えられる「濃州岩村城并居屋敷家中屋敷町屋敷絵図」によれば、岩村城の八幡櫓の側に八幡神社の本殿・幣殿・拝殿・回廊・二つの摂社が描かれており、石段の下には薬師寺の護摩堂が描かれている。
明治元年(1868年)の神仏分離の際に薬師寺は廃寺となった。
明治4年(1871年)の廃藩置県によって全国の城が廃城となる見通しとなったため、
明治5年(1872年)11月に、廃城に先立って岩村城の八幡曲輪から現在地に遷座した。

## 神輿渡御行列
寛永8年(1631年)に岩村藩主の松平乗寿が創始した「神輿渡御行列」は、
岩村町の武並神社に配神として祀られている景廉の長男の遠山景朝が、御輿に乗って八幡神社の父の景廉に会いに行く、それに大勢の町民が供奉するという神輿渡御行列である。
景朝のご神体を神輿に乗せ、時代衣装を身にまとった総人員約300人が長さ300mに及ぶ行列を整えて武並神社を出発し、岩村町本通り（重要伝統的建造物群保存地区）を約1.7kmを練り歩き、神輿を景廉が配神として祀られている八幡神社へ運ぶ。
神輿は八幡神社にて、親子対面を 果たして一夜を過ごし、翌日、再び神輿は行列によって武並神社に帰る。
江戸時代は、一般民衆が城内に立入ることは出来なかったため、行列は藩主邸があった現在の岩村歴史資料館付近まで行き、ここで岩村藩士に神輿を渡し、藩士が神輿を奉持して城内を登り八幡神社へ届けていた。
岩村藩主は藩主邸から観覧し、行列を組んできた民衆に御神酒を振舞ったので、民衆は適当な場所にへりを敷き、持参した重箱の肴で祝宴を催し能や狂言等を演じたり、手を叩いて唄ったと伝わる。
行列中の神馬に使用する飾馬具は、天保年間(1830～1845年)頃の物が使用されている。
行列の役割・内容などは嘉永5年(1852年)の「武並宮御祭礼規定」にある次第と基本的に変化していない。

## 指定文化財・天然記念物

### 岐阜県指定重要文化財
- (考古資料)　八幡神社棟札　永正5年(1508年)　昭和43年(1968年)8月6日指定

- (考古資料)　八幡神社棟札　元文16年(1547年)　昭和43年(1968年)8月6日指定

- (考古資料)　八幡神社棟札　元和8年(1622年)　昭和43年(1968年)8月6日指定

- (考古資料)　八幡神社棟札　寛永8年(1631年)　昭和43年(1968年)8月6日指定

### 岐阜県重要無形民俗文化財
- 岩村町秋祭行事(神輿渡御行列)　昭和55年11月11日指定

### 恵那市指定文化財
全て岩村歴史資料館にて保管されている。
- (彫刻)　加藤景廉公木像　(黒衣黒冠で手に長さ一尺の笏を執る。座褥)　中世
- (工芸品)　松平乗寿公着用献納具足　櫃入一式　江戸時代初期
- (絵画)　絵馬　繋ぎ馬　慶長年間(1596年～1615年)　松平乗寿奉納　伝古法眼元住筆
- (絵画)　絵馬　樹上の鷲　寛文11年(1671年)　丹羽氏純奉納　筆者不明
- (絵画)　絵馬　七福神　貞享元年(1684年)　丹羽氏明奉納　筆者不明
- (絵画)　絵馬　繋ぎ馬　元文2年(1737年)　松平乗賢奉納　狩野洞琳筆
- (絵画)　絵馬　牽き馬　安永6年(1777年)　松平乗薀奉納　狩野洞壽筆
- (絵画)　絵馬　牽き馬　文化5年(1808年)　松平乗保奉納　狩野洞琳筆
- (絵画)　絵馬　繋ぎ馬　文化11年(1814年)　松平乗保奉納　狩野洞琳筆
- (絵画)　絵馬　日出鶴　天保3年(1832年)　松平乗美奉納　上野元満筆
- (絵画)　絵馬　日出鶴　天保15年(1844年)　松平乗喬奉納　加藤泰跡筆
- (絵画)　絵馬　繋ぎ馬　元治元年(1864年)　松平乗命奉納　董川法眼筆

### 恵那市指定史跡
- 城内八幡宮跡 　鎌倉時代

## 未指定文化財

### 棟札
- 寛永八年五月　松平乗寿　大工　大原武廣
- 寛文四年[7]五月十五月　丹羽氏純　奉行　波多田源五兵衛
- 貞享二年[8]十一月朔日　丹羽氏明　奉行　藤原重吉
- 享保六年[9]八月廿八日　松平乗賢　奉行　岩松貞知
- 天明三年[10]六月廿八日　松平乗保　神主　家永
- 享和二年[11]九月廿八日　松平乗保　神主　沼田永信

### 神宝
- 加藤景廉公着用武具残片　小手と胴の一部
- 松平乗寿献納目録　櫃入一式
- 松平乗寿献納経文　法華経及び金剛経
- 古鏡　二面
- 石磬　一面　元禄5年(1692年)

## 歴代神主
- 元和8年(1622年)　沼田両太夫　藤原家永
- 寛永15年(1638年)　沼田片右ェ門　藤原長英
- 元禄13年(1700年)　沼田両太夫　藤原長英
- 貞享2年(1685年)　沼田両太夫　藤原長喜
- 享保13年(1728年)　沼田河内守　藤原長胤
- 宝暦13年(1763年)　沼田両太夫　藤原長則
- 安永3年(1774年)　沼田若狭守　藤原長行
- 享和元年(1801年)　沼田大和正　藤原永信
- 文化14年(1817年)　沼田大隅正　藤原永繁
- 文久元年(1861年)　沼田両太夫　藤原永久

## 歴代巫僧
巫僧が奉仕したのは中世の頃からで、天文16年(1547年)霜月十日に遠山景前が奉納した棟札には、遷宮師　法師良辨と記されている。
江戸時代になって神宮寺の巫僧として宥昌・實昌・快祐の名がある。これは八幡神社の棟札ではなく、かつて二の丸にあった弁財天社の棟札に記されている。
巫僧の墓は、乗政寺山墓地内にある。
- 寛文4年(1664年)　神宮寺　別当　法印　宥昌
- 貞享2年(1685年)4年　神宮寺　別当　法印　實昌
- 元禄5年(1692年)　神宮寺　別当　法印　快祐
- 正徳元年(1711年)　薬師寺　別当三世　法印　快仙
- 正徳5年(1715年)　薬師寺　別当四世　法印　恵辨
- 享保7年(1722年)　薬師寺　別当五世　法印　光眞
- 宝暦4年(1754年)　薬師寺　別当六世　法印　心賢
- 文化6年(1809年)　薬師寺　別当六世　法印　慶傳